# Tatiana Fabeck
Tatiana Fabeck (Ciutat de Luxemburg, 4 de juliol de 1970) és una arquitecta luxemburguesa que des de 1996 ha dirigit el seu propi negoci a Koerich Luxemburg.
Fabeck després de completar els seus estudis al Liceu Michel Rodange de Luxemburg, va estudiar arquitectura a l'Escola Especial d'Arquitectura de París, on es va graduar el 1994.
El 2011, va guanyar el primer premi en el concurs Vivre sans voiture (Viure sense cotxe), destinat a dissenyar un habitatge sense garatges o places d'aparcament al barri de Limpertsberg de la ciutat de Luxemburg per permetre més espai lliure per viure. El 2008, va guanyar el concurs per la Maison des Sciences en Belval, com a part de l'expansió de la Universitat de Luxemburg. També ha tingut èxit a un nombre d'altres concursos que organitza la ciutat de Luxemburg incloent el Pla lumière -junt amb el francès Yann Kersalé- l 2006.